# Hugo III, Duque da Borgonha
Hugo III da Borgonha, (1148 — Tiro, Líbano 25 de Agosto de 1192), foi duque da Borgonha de 1162 até à sua morte. Era o primogénito de Eudo II, Duque da Borgonha (1118 – 27 de Junho de 1162), e de Maria de Blois, que regiu o ducado até à sua maioridade.

## Biografia
O governo de Hugo III marcou o fim de um período de paz relativa no ducado da Borgonha. Homem beligerante, envolveu-se em conflitos contra Luís VII de França pelas fronteiras dos seus domínios. Lutou contra o conde de Châlons em 1166, ajudado por Luís VII de França. Em 1171 partiu, com o conde Étienne I de Sancerre, para combater na Terra Santa. De volta à França, bateu-se com o conde de Nevers em 1174 e depois com o senhor de Vergy por lhe recusarem prestar vassalagem.
Quando Filipe Augusto sucedeu Luís VII em 1180, Hugo aproveitou a oportunidade para forçar vários senhores para alterarem a sua vassalagem da coroa para a Borgonha. Filipe invadiu o ducado, cercando Châtillon. A cidade e os guerreiros, comandados pelo herdeiro Odo, renderam-se. Foi negociada uma paz, pela qual Hugo teve de pagar um elevado resgate pelo seu filho e abandonar as suas ambições sobre os territórios franceses. Em 1187 transferiu a capital do ducado para Dijon, e tentou tornar a cidade num importante centro comercial.
Depois da tomada de Jerusalém por Saladino, acompanhou o seu rei na Terceira Cruzada, participando da batalha de Ascalão e da tomada de Acre. Quando Filipe II voltou à França, confiou-lhe o comando das forças francesas. Combateu ao lado de Ricardo Coração de Leão, sendo fundamental na vitória da batalha de Arçufe (ou de Apolónia) a 7 de Setembro de 1191, morrendo em Tiro no ano seguinte.

## Relações familiares
Foi filho de Eudo II, Duque da Borgonha (1118 – 27 de Junho de 1162), e de Maria de Blois (1130 -?), filha de Teobaldo IV de Blois  (c.1090 - 8 de janeiro de 1152) e de Matilde da Caríntia.
Casou em 1165 com Alice da Alta Lorena (1145-1200), filha de Mateus I da Lorena (c. 1110 - 13 de maio de 1176), duque de Lorena, e de Judite ou Berta da Alsácia (1123 - 1195), de quem teve:
1. Eudo III, Duque da Borgonha[3] (1166 - 6 de maio de 1218), seu sucessor no ducado, casado em 1199 com Alice de Vergy, senhora de Vergy, filha de Hugo de Vergy, senhor de Vergy e de Gillette de Trainel.
2. Alexandre I de Montagu (1170-1205), senhor de Montagu e criador do ramo dos senhores de Montagu, casou Beatriz de Rion, senhora de Gergy.
3. Dulce da Borgonha (1175 - depois de 1219), casada em 1196 com Simão de Semur, senhor de Luzy.
4. Alice da Borgonha (n. 1177), casada com Béraud VII de Mercoeur, senhor de Mercoeur

Em 1183 repudiará Alice e casar-se-á em segundas núpcias com Beatriz de Albon (1161-1228), delfina de Viennois, filha de Guigues V de Albon (1125 - 29 de julho de 1162) e de Beatriz de Monferrato (1142 - 1228), de quem teve:
1. André Guigues VI (1184-1237), delfim de Viennois
2. Mafalda (1190-1242), casada em 1214 com João I, conde de Châlon e de Auxonne
3. Ana da Borgonha (1192-1243), casada em 1222 com Amadeu IV de Saboia (1197 - 1253), conde de Saboia